# Widia Larivière
Widia Larivière (née en 1984) est une Anichinabée, membre de la Première Nation de Timiskaming. Elle a grandi à Québec et a vécu toute sa vie en milieu urbain. Sa mère est originaire de la communauté de Timiskaming, en Abitibi-Témiscamingue Son père est québécois. Elle est diplômée en Études internationales et langues modernes de l’Université Laval et en Immigration et relations interethniques de l’UQAM. Widia Larivière est une militante féministe des causes autochtones, qui lutte depuis plusieurs années pour les droits des peuples autochtones, avec un intérêt particulier pour les questions touchant la jeunesse et les femmes.

## Mouvement Idle No More
Elle est notamment connue comme la co-initiatrice, avec Melissa Mollen Dupuis, de la section québécoise du mouvement Idle No More . Elles deviendront toutes deux les porte-paroles de ce mouvement au Québec,,.

## Autres Implications
- De 2009 à 2016 ; coordonnatrice jeunesse chez Femmes Autochtones du Québec
- Co-porte-parole du festival environnemental et culturel Échofête en 2013
- Co-porte-parole des Journées québécoises de la solidarité internationale en 2014
- Cofondatrice de l’organisation Mikana, qui a pour mission d’œuvrer au changement social en sensibilisant divers publics sur les réalités autochtones au Canada.

## Ouvrages
- 2013 ; Contribue à l’ouvrage, « Les femmes changent la lutte »   (ISBN 978-2-89091-462-9)
- 2014 ; Contribue à l’ouvrage « Libres d’apprendre »   (ISBN 978-2-89719-150-4)
- 2014 ; Préface et contribution à l’ouvrage « Sœurs volées »   (ISBN 9782895961918)
- 2015 ; Contribue à l’ouvrage « 11 brefs essais contre l’austérité »   (ISBN 978-2-924283-86-8)

## Courts métrages
- 2014 ; Co-réalisatrice du court métrage « Un nouveau souffle »
- 2015 ; Co-réalisatrice du court métrage « Où sont tes plumes ? »

## Honneurs
- 2015 ;  Elle est lauréate d'un prix de la Commission des droits de la personne et des droits de la jeunesse, remis à l'occasion des 40 ans de la Charte québécoise des droits et libertés de la personne[7].
- 2015 ; Lauréates du Top 20 des personnalités de la diversité de l’année par Médiamosaïque[8]
- 2017 ; Prix Ambassadeur de la Conscience, le plus prestigieux des prix des droits de l'homme, décerné par Amnesty International, qui « rend hommage à des personnes qui ont montré la voie en matière de défense des droits humains et qui ont fait preuve d'un courage exceptionnel pour les défendre » — un prix également remis, cette année, à Alicia Keys et cinq autres personnalités représentant la force et la diversité du mouvement des droits des autochtones du Canada : Cindy Blackstock (en), Diem Saunders, Melanie Morrison, Murray Sinclair et Melissa Mollen Dupuis[9].